# Sophronica antennalis
Sophronica antennalis là một loài bọ cánh cứng trong họ Cerambycidae.